# Vasilije Petrović
Vasilije Petrović (în sârbă Василије Петровић; n. 1709, Njeguši, comuna Cetinje, Muntenegru – d. 10 martie 1766, Sankt Petersburg, Imperiul Rus) a fost episcop mitropolit de Cetinje (prinț-episcop al Muntenegrului⁠(d)) și a domnit împreună cu Sava Petrović⁠(d), vărul său. Este autorul lucrării Istoria Muntenegrului, publicată în 1754.

## Context politic
Istoria politică modernă a Muntenegrului a început cu mitropolitul Danilo⁠(d) (1696–1735), care a fondat un stat condus de o dinastie din familia Petrović-Njegoš⁠(d). Danilo a fost succedat ulterior cei doi nepoți ai săi, mai întâi de Sava Petrović⁠(d) (1735–1781) și apoi de Vasilije (1744–1766), care au domnit pentru o perioadă împreună.
Episcopul Sava a fost o persoană retrasă și s-a dedicat mai mult religiei decât politicii. El a avut o oarecare influență în rândul conducătorilor locali ai Muntenegrului. A pledat pentru o alianță a Muntenegrului cu Rusia ca mijloc de a învinge Imperiul Otoman și de a obține statutul de independență al Muntenegrului. De asemenea, a întreținut bune relații cu Republica Venețiană.

## Prinț-episcop al Muntenegrului
În timpul mandatului său, Vasilije a domnit împreună cu Sava⁠(d), fratele său, în calitate de coadjutor al acestuia, și a devenit efectiv cea mai înaltă autoritate din Muntenegru și reprezentantul acestuia în străinătate. Între anii 1750 și 1766 a încercat zadarnic să o convingă pe împărăteasa Maria Tereza a Austriei că „din vremea lui Alexandru cel Mare”, Muntenegru a fost o „republică separată... [pe care] o conduce mitropolitul”.
A trăit în Rusia din 1752 până în 1754 și apoi a efectuat mai multe călătorii suplimentare pentru a obține ajutor rusesc. Cu ajutorul armelor rusești, a intrat în război cu turcii și apoi a trebuit să se refugieze din nou în Rusia. În anul 1766, în timp ce se afla la Sankt Petersburg, a murit de pneumonie.

## Urmări
După moartea lui Vasilije, Sava a preluat din nou puterea și a continuat aceeași politică externă ca și mai înainte, aliindu-se cu Veneția. Cu toate acestea, domnia lui Sava nu a durat mult, deoarece, în anul 1768, aventurierul Šćepan Mali⁠(d), pretinzând că este însuși țarul rus detronat Petru al III-lea, a reușit să convingă poporul muntenegrean că el ar trebui să conducă țara.
Šćepan Mali a rupt imediat legăturile cu Veneția, a implementat un stat de drept și a început să construiască drumuri până când a fost ucis în anul 1773 de un asasin trimis de vizirul de Skadar.
Sava a revenit la conducerea Muntenegrului în calitate de prinț-episcop și i-a succedat ca mitropolit în 1781 nepotul său, Arsenije Plamenac⁠(d) (1781–1784) din regiunea sudică Crmnica⁠(d). Arsenije avea să moară la rândul său după numai câțiva ani, în 1784. După moartea lui, un alt membru al familiei Petrović-Njegoš, Petar I Petrović-Njegoš (1784–1830), a devenit mitropolit de Cetinje și prinț-episcop al Muntenegrului.

## Activitatea literară
Scrierea și predarea istoriei muntenegrene a reprezentat un interes major al lui Vasilije Petrović în cea mai mare parte a vieții sale, precum și ocupația sa principală ca lider spiritual. Istorija o Černoj Gori („Istoria Muntenegrului”), publicată în 1754 la Sankt Petersburg, este cea mai renumită lucrare a sa. Inspirată din relatări ale oamenilor simpli, cartea a reprezentat prima încercare de scriere a istoriei Muntenegrului. Vasilije Petrović a făcut un efort pentru obținerea sprijinului politic rusesc pentru Muntenegru împotriva otomanilor prin evidențierea și mitologizarea luptelor muntenegrene. Cartea sa a susținut pentru prima dată ideea independenței Muntenegrului, cu toate că nu a avut un impact imediat prea mare. Istoricii literari îi atribuie, de asemenea, lui Vasilije Petrović scrierea unor secțiuni (Odă lui Nemanja) din Cronica de la Cetinje⁠(d).

## Scrieri
- Istoria Muntenegrului (în sârbă Историја о Черној Гори)
- Odă lui Nemanja (în sârbă Похвала Немањи)

## Titlu
- Mitropolit de Muntenegru, Skenderija și Primorje și Exarhul tronului sârbesc (smjerni mitropolit crnogorski, skenderijski i primorski i trona srpskoga egzarh)[15]